# Museo di Firenze com’era

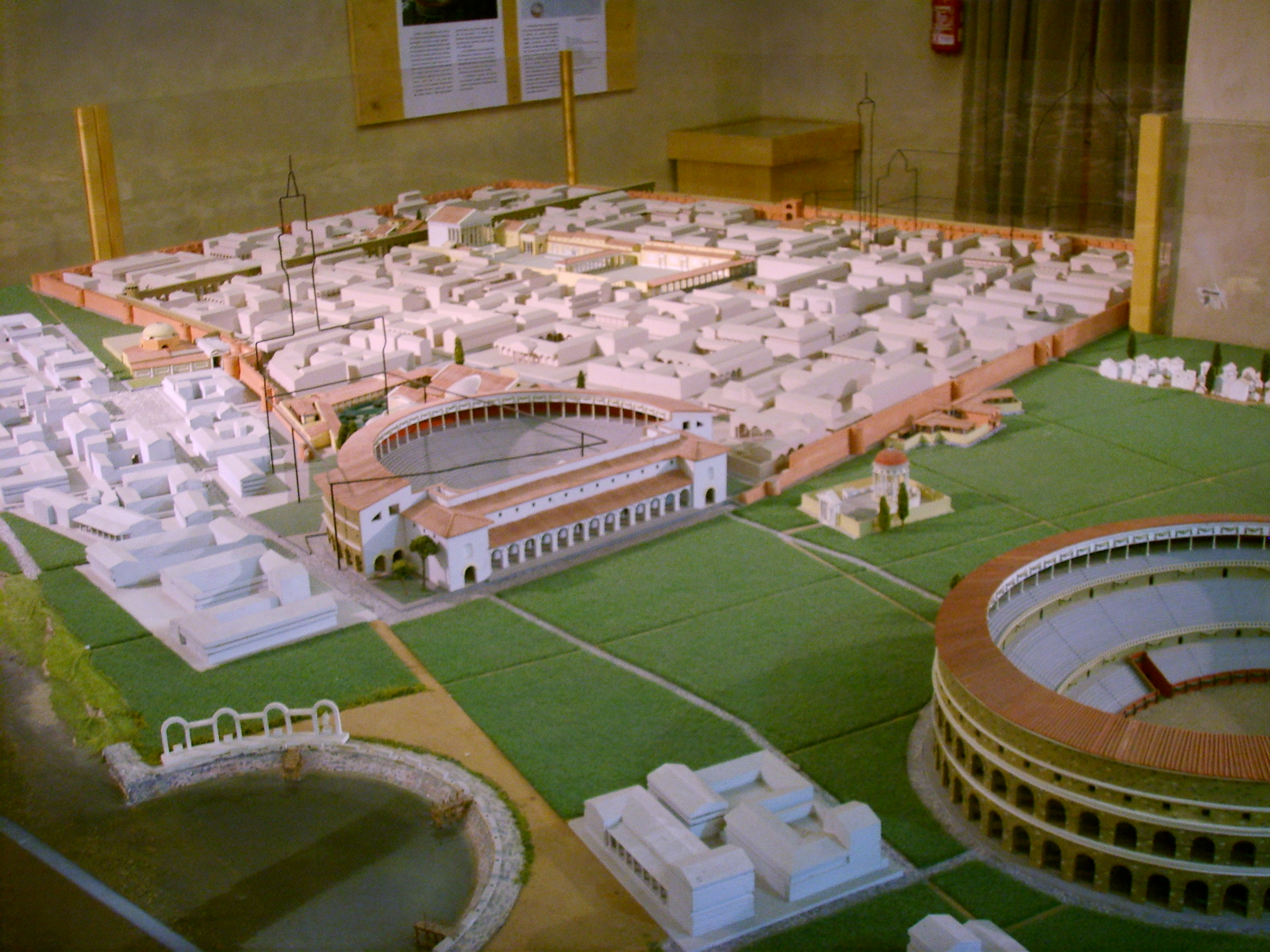
Modell des antiken Florentina

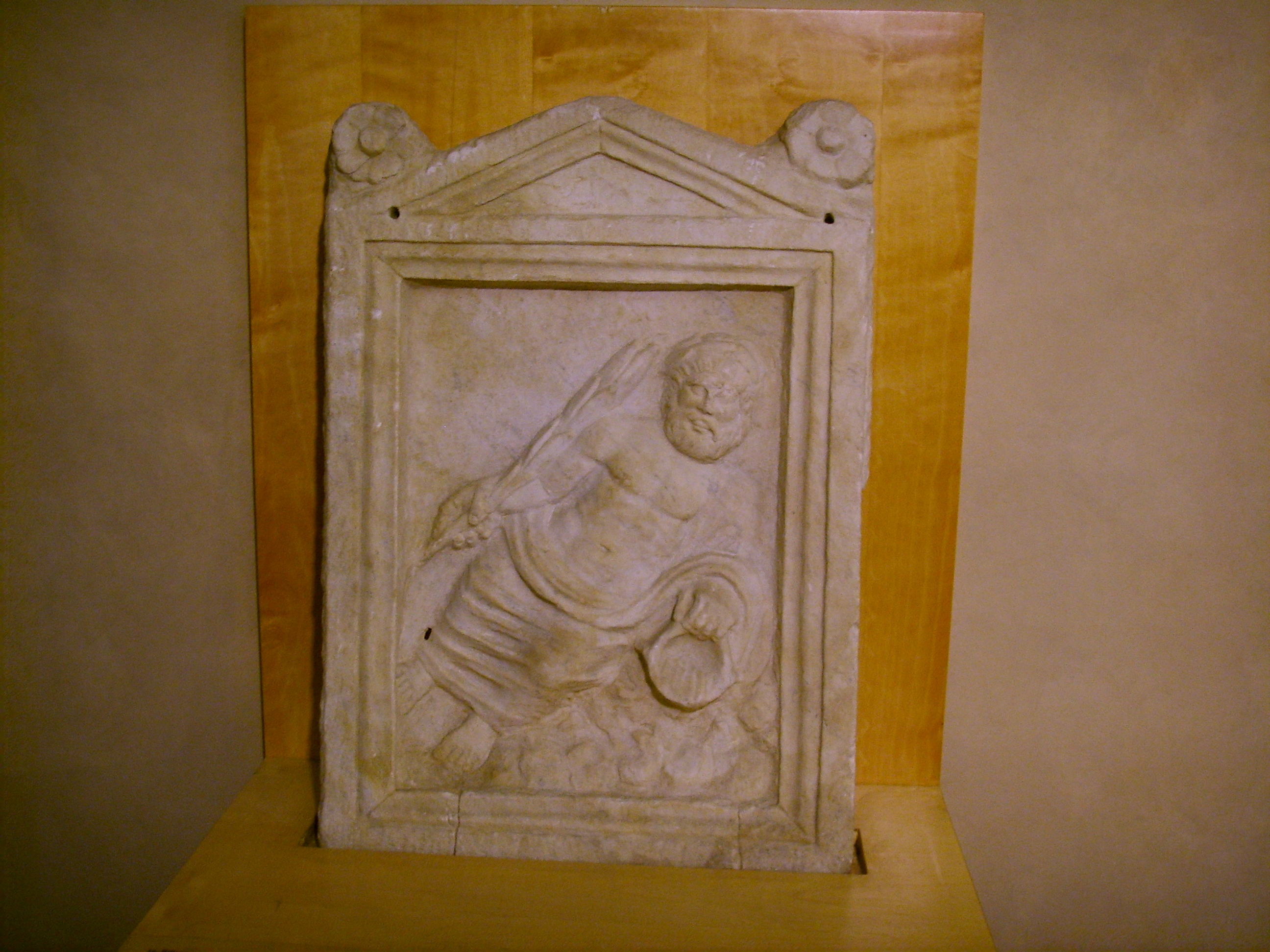
Relief mit Flussgottheit (Arno?)

Das Museo di Firenze com’era („Florenz wie es war“) war das stadtgeschichtliche Museum  von Florenz.
Das Museum wurde in der zweiten Hälfte des 19. Jahrhunderts gegründet und befand sich an der Via dell’Oriuolo im ehemaligen Kloster Convento delle Oblate.
Sein Bestand umfasste Sammlungsgut von der etruskischen und römischen Epoche bis zum Stadtumbau der Gründerzeit. Zahlreiche Veduten erläuterten die urbane Entwicklung der Stadt, besonders die Lünetten der Medici-Villen von Giusto Utens. Auch die heftig diskutierte „Sanierung“ der Stadt im 19. Jahrhundert und die Planungen Giuseppe Poggis aus der kurzen Hauptstadtperiode (1865–1871) wurden dargestellt.
Am 10. Oktober 2010 schloss das Museum. Die Sammlung wurde aufgeteilt. Ein Teil wird im Palazzo Vecchio, die Sammlung der Lünetten der Medici-Villen in der Villa La Petraia ausgestellt.